# Віко Торріані
Віко Торріані (італ. Vico Torriani, нар. 21 вересня 1920, Женева — пом. 26 лютого 1998, Аньйо, Тічино) — швейцарський співак і актор.

## Біографія
Людовіко Оксенс Торріані народився в сім'ї ломбардського походження, дитячі роки провів у місті Санкт-Моріц. Під час служби в армії навчився грати на гітарі і акордеоні, і співав, щоб розважити своїх товаришів.
Ставши жертвою серйозної аварії в 1943 році, він провів два роки в лікарні.
В 1946 році його рівний і мелодійний голос дозволив йому виграти конкурс співу в Цюріху, в якому він брав участь під своїм новим сценічним ім'ям Віко Торріані.

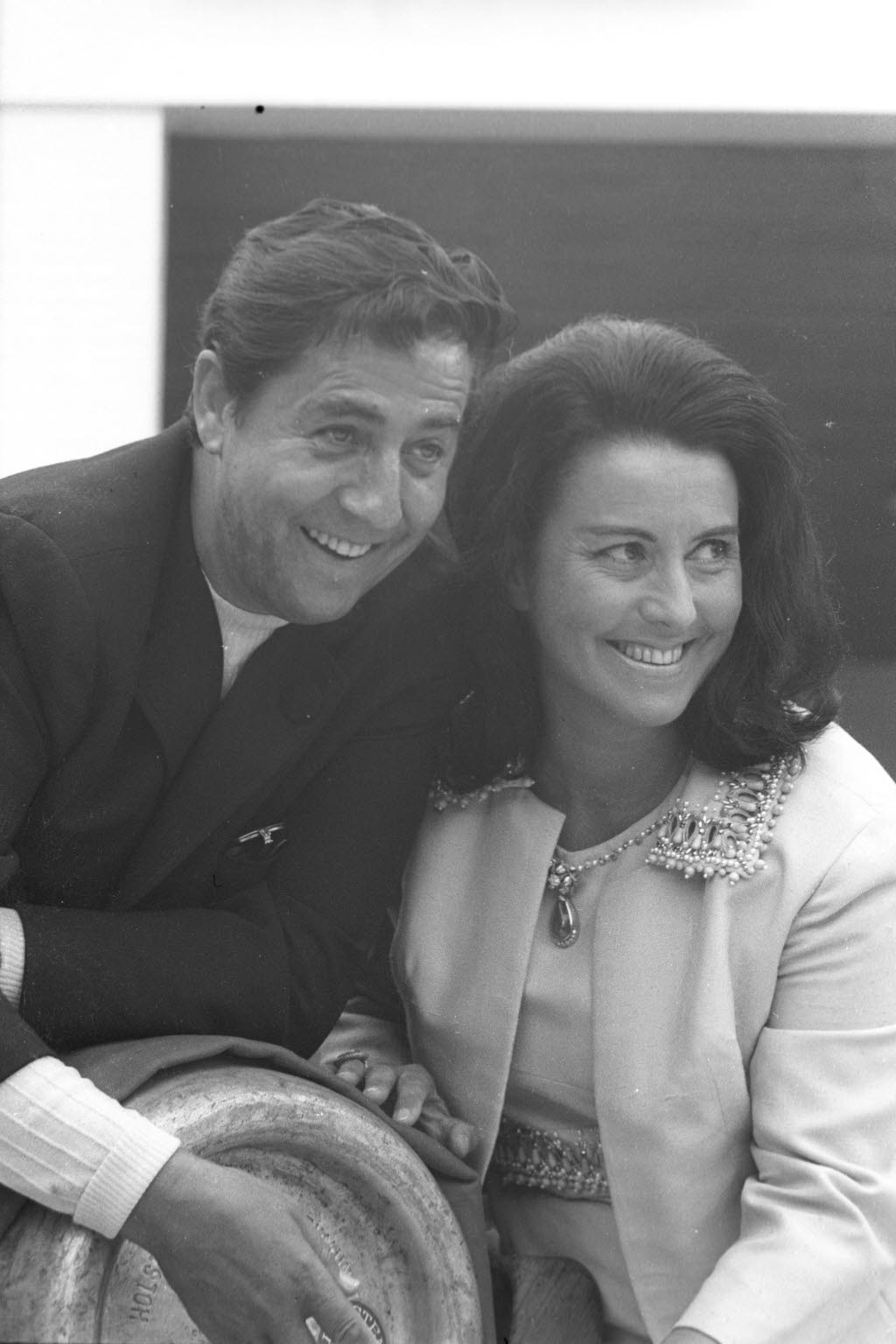
Торріані та співачка Ліза Делла Каса 1968 року.

У 1947 році він записав свій перший диск, Addio Donna Grazia, після якого відбулися тури Європою, які він організовував сам. Паралельно кар'єрі співака, Віко Торріані зіграв в десятках фільмів.
У 37 років, він займає перше місце в хіт-парадах Німеччини з піснею Siebenmal in der Woche і до 1964 року, він випускає не менше 27 хітів, які займали місце в хіт-парадах Німеччини. Серед них «Ananas aus Caracas» (1957), Schön und kaffeebraun (1958), Kalkutta liegt am Ganges (1960) та ін. До 1969 року Віко Торріані продав понад дванадцять мільйонів дисків.
Маючи образ співака-поліглота, Віко Торріані співав дванадцятьма мовами, у тому числі італійською, німецькою, французькою, ретороманською та івритом.
У 1959 році Віко Торріані створив своє телешоу в Німеччині, Grüezi, Vico.
Його кар'єра піша на спад в 1964 році, коли у музиці почали виникати нові ритми. У 1970-ті роки він мав великий успіх у поп-мелодіях. Найбільшим його успіхом у 1976 році стала «La Pastorella», пісня, яка стала досить популярної і її надалі записали численні інші виконавці.
В результаті проблем зі здоров'ям (рак лімфатичних вузлів), він помер в 1998 році на своїй Villa Solaria d'Agno в Тічино.

## Творча діяльність
| - 1954 EP Gitarren der Liebe - 1957 7" Single Grazie / Waikiki (Lips Of Wine) - 1958 7" Single Schön und kaffeebraun / Ta-Pum, Ta-Pum (Ein verliebter Tamburino) - 1958 7" Single Avanti-Avanti-Avanti / Antonella - 1960 7" Single Kalkutta liegt am Ganges (Madeleine) / … sie war nicht älter als 18 Jahr' - 1961 7" Single Café Oriental / Eiffelturm-Melodie - 1961 7" Single Bon soir, Herr Kommissar (Unterwelt Tango) / Mister - 1961 7" Single Lebewohl, kleine Frau / Über die Prärie - 1962 7" Single Hafen-Casanova / Appenzeller Cha-Cha - 1962 7" Single Ching-ching-ching (Happy José) / Signorina Cappucina (Permetete Signora) - 1962 7" Single Renata / Chi-Chica-Chi - 1963 7" Single Lass uns mal ein Tänzchen wagen / Das hat mir keiner von dir gesagt - 1963 7" Single Die Grossen haben grosse Sorgen / …denn er war nur ein Troubadour - 1963 7" Single Ski-Twist / Alles fährt Ski - 1963 7" Single Daran sind nur die Männer schuld / Glück in der Liebe - 1964 7" Single Aus jedem Land ein Souvenir (Oh Josefine) / Von New York nach Las Vegas - 1964 7" Single Auf der Hütt'n (Hey, Hey, Hey) / Zwei Spuren im Schnee - 1966 7" Single Du lächelst wie ein Engel / …und dann nimmt der Papa seinen Hut - 1966 7" Single So schön, so leicht kann unser Leben sein / Ente mit süssen Orangen - 1966 7" Single Es ist nicht alles Gold was glänzt / Die süssen Tränen der schönen Frauen - 1967 7" Single Arrivederci, au revoir, bye bye / Pariser Nächte - 1968 7" Single Azzuro / Julia - 1977 7" Single La pastorella / Berge - 199? CD Es war auf dem Canal Grande - 199? 2CD Filmtreffer - 199? CD Kalkutta liegt am Ganges - 199? CD Granada - 199? CD Biedermand und Cool Man | - 1952: Der bunte Traum - 1952: Meine Frau macht Dummheiten - 1953: Straßenserenade - 1954: Gitarren der Liebe - 1955: Ein Herz voll Musik - 1956: Santa Lucia - 1956: Der Fremdenführer von Lissabon - 1957: Siebenmal in der Woche - 1957: Träume von der Südsee - 1958: Der Stern von Santa Clara - 1958: Der schwarze Blitz - 1960: Schlagerraketen – Festival der Herzen - 1960: O sole mio - 1961: Robert und Bertram - 1962: Muß i denn zum Städtele hinaus - 1962: So toll wie anno dazumal - 1964: Die ganze Welt ist himmelblau - 1975: Treffpunkt Herz - 1977: Tatort: Drei Schlingen |